# Élection de Miss Excellence France 2021
 (janvier 2020).
L’élection de Miss Excellence France 2021 est la troisième élection du Comité Miss Excellence France qui s’est déroulé à Soultzmatt en Alsace le 12 juin 2021.
La mahoraise, Larissa Salime Be succède à l’alsacienne Léana Amann, Miss Excellence Alsace 2019 et Miss Excellence France 2020.

## Classement final
| Résultat Final              | Candidate |
| --------------------------- | --- |
| Miss Excellence France 2021 | - Miss Excellence Mayotte - Larissa Salime Bé |
| 1re dauphine                | - Miss Excellence Auvergne - Lorène Itier |
| 2e dauphine                 | - Miss Excellence Provence-Côte d’Azur - Inès Benomar |
| 3e dauphine                 | - Miss Excellence Loire-Forez - Salomé Falcon |
| 4e dauphine                 | - Miss Excellence Picardie - Laurine Decuypere |
| Top 12                      | - Miss Excellence Champagne-Ardenne - Lauryne Tonsart - Miss Excellence Lorraine - Gwenaëlle Didier - Miss Excellence Nord - Émilie Kaliski - Miss Excellence Normandie - Mélissa Hervo - Miss Excellence Pas-de-Calais - Axelle Benoît - Miss Excellence Pays de l’Ain - Malvine Soupe - Miss Excellence Poitou-Charentes - Kiara Baratta |

## Candidates
| Région                               | Nom               | Âge    | Taille | Résidence              | Élue le                                |
| ------------------------------------ | ----------------- | ------ | ------ | ---------------------- | -------------------------------------- |
| Miss Excellence Alsace               | Rhénanne Tritsch  | 19 ans | 1,79 m | Eschentzwiller         | 18 octobre 2020 à Soultzmatt           |
| Miss Excellence Aquitaine            | Clémence Menard   | 20 ans | 1,72 m | Saintes                | 24 octobre 2020                        |
| Miss Excellence Auvergne             | Lorene Itier      | 21 ans | 1,75 m | Orsonnette             | 31 janvier 2021                        |
| Miss Excellence Bourgogne            | Pauline Huez      | 20 ans | 1,68 m | Tart-le-Haut           | 28 mars 2021 à Beaune                  |
| Miss Excellence Centre-Val de Loire  | Léna Boire        | 18 ans | 1,69 m | Tours                  | 10 janvier 2021 à Saint-Amand-Montrond |
| Miss Excellence Champagne Ardenne    | Lauryne Tonsart   | 20 ans | 1,76 m | Épernay                | 27 décembre 2020 à Sedan               |
| Miss Excellence Franche-Comté        | Rébecca Junqua    | 22 ans | 1,72 m | Montferrand-le-Château | 26 septembre 2020 à Orchamps-Vennes    |
| Miss Excellence Île-de-France        | Jessica Royer     |        |        |                        |                                        |
| Miss Excellence Loire-Forez          | Salomé Falcon     | 20 ans | 1,70 m | Saint-Étienne          | 31 janvier 2021 à Saint-Étienne        |
| Miss Excellence Lorraine             | Gwenaëlle Didier  | 24 ans | 1,73 m |                        | 28 février 2021 à Thionville           |
| Miss Excellence Mayotte              | Larissa Salime Be | 22 ans |        |                        | 31 octobre 2020 à Ouangani             |
| Miss Excellence Midi-Pyrénées        | Lola Nouvelot     | 18 ans | 1,74 m | Toulouse               | 28 mars 2021 à Eaunes                  |
| Miss Excellence Nord                 | Émilie Kaliski    | 20 ans | 1,72 m | Évin-Malmaison         | 8 novembre 2020 à Lille                |
| Miss Excellence Normandie            | Melissa Hervo     | 24 ans |        |                        | 8 mai 2021 à Rouen                     |
| Miss Excellence Paris                | Cindy Kaufmann    | 23 ans | 1,73 m |                        |                                        |
| Miss Excellence Pas-de-Calais        | Axelle Benoît     | 25 ans | 1,69 m | Arras                  | 8 novembre 2020 à Lille                |
| Miss Excellence Pays de l'Ain        | Malvine Soupe     | 23 ans | 1,68 m | Versonnex              | 26 mars 2021                           |
| Miss Excellence Picardie             | Laurine Decuypere | 23 ans | 1,77 m | Crépy-en-Valois        | 7 mars 2021 à Saint-Quentin            |
| Miss Excellence Poitou-Charentes     | Kiara Baratta     | 19 ans | 1,74 m | La Rochefoucauld       | 24 janvier 2021 à Rochefort-sur-Mer    |
| Miss Excellence Provence-Côte d'Azur | Inès Benomar      | 20 ans | 1,69 m | Marseille              | 6 mars 2021 à Plan-de-Cuques           |
| Miss Excellence Réunion              | Léa Serveaux      | 20 ans | 1,70 m | Sainte-Marie           | 31 janvier 2021 à Saint-Paul           |
| Miss Excellence Rhône-Alpes          | Alice Vogin       | 20 ans | 1,80 m | Lyon                   |                                        |

## Déroulement de la cérémonie
La cérémonie est présentée pour la troisième année consécutive par Philippe Risoli.
L’élection est retransmise sur les chaînes locales et régionales de France et d’Outre-Mer notamment IDF1 et Mayotte 1re.

### Jury
Le jury complet est composé de huit personnalités :
| Membre                                    | Notes                                               |
| ----------------------------------------- | --------------------------------------------------- |
| Isabelle Morini-Bosc (Présidente du jury) | Chroniqueuse dans l’émission Touche pas à mon poste |
| Gilles Verdez                             | Chroniqueur dans l’émission Touche pas à mon poste  |
| Babette de Rozières                       | Chef cuisinière et animatrice de télévision         |
| Vincent Mc Doom                           | Animateur de télévision                             |
| Maëva Serra                               | Miss Excellence France 2019                         |
| Christiane Obydol                         | Interprète et membre du groupe Zouk Machine         |
| Amaury Vassili                            | Chanteur et parolier français                       |
| Stéphanie Pareja                          | Actrice et comédienne                               |